# São José da Lagoa Tapada
São José da Lagoa Tapada è un comune del Brasile nello Stato del Paraíba, parte della mesoregione del Sertão Paraibano e della microregione di Sousa.